# Arnulfo Arias (Panamá)
Arnulfo Arias es uno de los 9 corregimientos del Distrito de San Miguelito en Panamá. Limita al norte con el corregimiento de Pedregal, al oeste con el corregimiento de Belisario Frías, al este con el corregimiento de Rufina Alfaro, al suroeste con el corregimiento de Belisario Porras y al sur con el corregimiento de José Domingo Espinar. Su cabecera es Mano de Piedra. La localidad tiene 31.650 habitantes (2010).

## Organización territorial
- Roberto Durán (parte)
- El Valle de Urracá
- Loma Bonita
- El Vallecito
- La Paz
- Buena Vista
- La Felicidad
- El Futuro
- Colinas del Golf
- Cerro Cocobolo
- Comarca Emberá
- Altos del Sol
- Palma de Oro
- Urbanización Sun Village
- PH Villa Sol